# Franz Eger
Franz Eger (* 6. März 1889 in Altenfeld; † 15. Februar 1956 in Hildesheim) war ein deutscher Politiker.

## Leben
Eger war in den Jahren 1927 bis 1933 Senator in Hildesheim. Vom 1. August bis zum 1. Dezember 1945 war er von der britischen Militärregierung eingesetzter Oberbürgermeister der Stadt, anschließend war er bis Juni 1946 kommissarisch ihr erster Stadtdirektor.
Er war Mitglied des ernannten Niedersächsischen Landtages vom 9. Dezember 1946 bis 28. März 1947. Ferner war er in der ersten und zweiten Wahlperiode Mitglied des Niedersächsischen Landtages für die SPD vom 10. Juli 1947 bis 5. Mai 1955.
Im Oktober 1963 wurde im Hildesheimer Stadtteil Drispenstedt die Franz-Eger-Straße nach ihm benannt.